# Jülchendorf
Jülchendorf ist ein Ortsteil der Gemeinde Weitendorf im Landkreis Ludwigslust-Parchim in Mecklenburg-Vorpommern.

## Geographie
Das Dorf mit 42 Einwohnern liegt am Naturschutzgebiet Trockenhänge bei Jülchendorf und Schönlager See. Nachbardörfer sind Schönlage (nördlich), Venzkow (südlich) und Jülchendorfer Meierei (östlich).

## Geschichte
Am 1. Juli 1950 wurde die bisher eigenständige Gemeinde Schönlage eingegliedert.